# Jackie Joyner-Kersee
Jackie Joyner-Kersee rođena kao Jacqueline Joyner (East St. Louis, Illinois, 3. ožujka 1962.), je umirovljena američka atletičarka, trostruka osvajačica zlatne olimpijske medalje.
Joyner-Kersee je prva žena u povijesti koja je u disciplini sedmoboja ostvarila više od 7000 bodova, te je i danas (siječanj 2007. godine) važeći njen svjetski rekord od 7291 bod. Taj je rekord ostvarila tijekom natjecanja na Olimpijskim igrama u Seulu 1988. godine gdje je osim pobjede u sedmoboju uzela zlato i u disciplini skoka u dalj. Iako je za natjecateljice u sedmoboju po prirodi te discipline važno da imaju odlične rezultate u više disciplina, Joyner-Kersee se isticala po tome da je u njih nekoliko spadala u sam svjetski vrh te se komotno mogla natjecati s 'specijalistima' tih disciplina: uz već spomenuti skok u dalj briljirala je u disciplinama 100 m prepone te sprintu na 200 m. Naravno, i u ostalim disciplinama je bila dovoljno dobra, te je na taj način je potpuno dominirala sedmobojem u godinama svojeg aktivnog bavljenja atletikom. Nažalost tijekom cijele karijere borila se s astmom, te je nakon mnogih natjecanja završavala i u bolnici na oporavku.
Njena cijela obitelj je potpuno bila posvećena atletici: suprug Bob Kersee joj je bio trener, brat Al je olimpijski pobjednik u troskoku, a Alova supruga je bila legendarna sprinterica Florence Griffith Joyner, višestruka olimpijska pobjednica i svjetska rekorderka.